# الاتحاد العالمي للمواي تاي
الاتحاد العالمي للمواي تاي (بالإنجليزية: World Muaythai Federation)‏ تم تشكيلها في عام 1995 من قبل رابطة الملاكمة المحترفة في تايلاند وتمت الموافقة عليها من قبل وزارة السياحة والرياضة التايلاند. الاتحاد هو هيئة إدارية للهواة والمحترفين للموياي تاي في جميع أنحاء العالم وكذلك مواي بوران.